# Cédric Revol
Cédric Revol (22 luglio 1994) è un judoka francese.

## Palmarès
- Europei

Sofia 2022: bronzo nei 60 kg.